# 羽衣町 (名古屋市)
羽衣町（はごろもちょう）は、愛知県名古屋市中村区の地名。丁目の設定はない。住居表示未実施。

## 地理
名古屋市中村区中央部に位置する。南は賑町、北は大門町に接する。

## 歴史

### 沿革
- 1927年（昭和2年）5月1日 - 西区日比津町および則武町の各一部により、同区羽衣町として成立[1]。
- 1937年（昭和12年）10月1日 - 中村区成立に伴い、同区羽衣町となる[1]。

## 世帯数と人口
2019年（平成31年）2月1日現在の世帯数と人口は以下の通りである。
| 町丁   | 世帯数  | 人口  |
| ------ | ------- | ----- |
| 羽衣町 | 248世帯 | 375人 |

### 人口の変遷
国勢調査による人口の推移
| 1950年（昭和25年） | 407人 | [ 8 ]  |  |
| 1955年（昭和30年） | 453人 | [ 8 ]  |  |
| 1960年（昭和35年） | 349人 | [ 9 ]  |  |
| 1965年（昭和40年） | 380人 | [ 9 ]  |  |
| 1970年（昭和45年） | 397人 | [ 10 ] |  |
| 1975年（昭和50年） | 309人 | [ 10 ] |  |
| 1980年（昭和55年） | 276人 | [ 11 ] |  |
| 1985年（昭和60年） | 306人 | [ 11 ] |  |
| 1990年（平成2年）  | 302人 | [ 12 ] |  |
| 1995年（平成7年）  | 305人 | [ 13 ] |  |
| 2000年（平成12年） | 312人 | [ 14 ] |  |
| 2005年（平成17年） | 341人 | [ 15 ] |  |
| 2010年（平成22年） | 358人 | [ 16 ] |  |
| 2015年（平成27年） | 360人 | [ 17 ] |  |

## 学区
市立小・中学校に通う場合、学校等は以下の通りとなる。また、公立高等学校に通う場合の学区は以下の通りとなる。
| 番・番地等 | 小学校                 | 中学校               | 高等学校 |
| ---------- | ---------------------- | -------------------- | -------- |
| 全域       | 名古屋市立ほのか小学校 | 名古屋市立笈瀬中学校 | 尾張学区 |

## 交通
- 大門通（大門通商店街）[7]

## 施設
- 中村遊廓跡[7]

## その他

### 日本郵便
- 郵便番号 : 453-0026[4]（集配局：中村郵便局[20]）。